# آنتس پایو
آنتس پایو (استونیایی: Ants Paju; ۱۰ سپتامبر ۱۹۴۴ – ۲۸ ژوئن ۲۰۱۱) ورزشکار دو و میدانی، روزنامه‌نگار، مهندس، سیاستمدار و نماینده مجلس اهل استونی بود.